# Hultagölen (Våthults socken, Småland)
Hultagölen är en sjö i Gislaveds kommun i Småland och ingår i Nissans huvudavrinningsområde.